# Vilarelho
Ne doit pas être confondu avec Vilarelho da Raia.
Vilarelho est une ancienne paroisse civile portugaise (en portugais : freguesia) de la municipalité de Caminha dans le district de Viana do Castelo. En 2013, elle fusionne avec Caminha (Matriz) pour former Caminha (Matriz) e Vilarelho.

## Histoire
La localité de Vilarelho est attestée depuis le XIIIe siècle.
D'abord rattachée à Caminha, Vilarelho devient une paroisse indépendante, connue à la fin du XIXe siècle sous le nom de Caminha - Vilarelho.
La loi no 11-A/2013 du 28 janvier 2013, portant réorganisation administrative du territoire des freguesias, fusionne Vilarelho avec la paroisse voisine de Caminha (Matriz) pour former l’União das freguesias de Caminha (Matriz) e Vilarelho, dont le siège est à Caminha (Matriz).